# Haplophaedia aureliae
A Haplophaedia aureliae  a madarak osztályának sarlósfecske-alakúak (Apodiformes)  rendjébe és a kolibrifélék (Trochilidae) családjába tartozó faj.

## Rendszerezése
A fajt Jules Bourcier és Étienne Mulsant írták le 1860-ban, a Trochilus nembe Trochilus Aureliae néven.

## Alfajai
- Haplophaedia aureliae aureliae (Bourcier & Mulsant, 1846)
- Haplophaedia aureliae caucensis (Simon, 1911)
- Haplophaedia aureliae cutucuensis Schuchmann, Weller & Heynen, 2000
- Haplophaedia aureliae russata (Gould, 1871)[2]

## Előfordulása
Panamában és Dél-Amerikában, az Andokban, Ecuador, Kolumbia és Peru területén honos. Természetes élőhelyei a szubtrópusi és trópusi hegyi esőerdők. Magaslati vonuló.

## Megjelenése
Testhossza 10 centiméter.
|  |

## Természetvédelmi helyzete
Az elterjedési területe nagyon nagy, egyedszáma pedig stabil. A Természetvédelmi Világszövetség Vörös listáján nem fenyegetett fajként szerepel.